# 青州乡
青州乡，是中华人民共和国四川省乐山市夹江县曾经下辖的一个乡。2019年9月，撤销青州乡、梧凤乡和土门乡，将其所属行政区域划归新场镇管辖。

## 行政区划
青州乡撤销前下辖以下地区：
东山村、建国村、金河村、金星村、团结村、魏沟村、紫荆村和石滩村。